# Vincent, ses amis et sa mer
Pour plus de détails, voir Fiche technique et Distribution.
Vincent, ses amis et sa mer (Vincent will Meer) est un road movie allemand sorti en 2010. Réalisé par Ralf Huettner, il est basé sur un scénario de Florian David Fitz qui joue également le personnage principal atteint de la maladie de la Tourette. Le film a été produit par Olga Films, une filiale de Constantin Film et il a été tourné à Munich, Allgäu, Berchtesgaden et Trieste de fin juillet à septembre 2009.
La sortie nationale allemande a eu lieu le 22 avril 2010 et le film a cumulé 1 109 849 entrées, ce qui en fait le troisième film germanophone du box-office de l'année 2010.

## Synopsis
Vincent, un jeune homme souffrant du syndrome de la Tourette qui vient de perdre sa mère, est placé dans un institut par son père, un politicien autoritaire. Là, vincent fait la connaissance de Marie, une anorexique, et d'Alexandre, animé d'un trouble obsessionnel compulsif. À trois, ils vont voler la voiture de la directrice de l'établissement, le Dr Rose, et rouler vers Trieste en Italie, où Vincent s'est promis de jeter en mer les cendres de sa mère.

## Fiche technique
| - Titre original : Vincent will Meer - Titre français : Vincent, ses amis et sa mer - Titre anglais : Vincent Wants to Sea - Titre polonais : Vincent chce nad morze - Titre espagnol : Vincent quiere a mar - Réalisation : Ralf Huettner - Scénario : Florian David Fitz - Décors : Heidi Lüdi - Costumes : Natascha Curtius-Noss - Photographie : Andreas Berger - Montage : Kai Schröter - Musique : Stevie Be-Zet, Ralf Hildenbeutel - Casting : Nessie Nesslauer | - Producteurs : Viola Jäger, Harald Kügler - Sociétés de production : Olga Film GmbH - Société de distribution : Constantin Film - Format : 35 mm - 2.35:1 - couleur - Pays d'origine : Allemagne - Langue originale : allemand - Genre : Comédie dramatique - Durée : 96 minutes (1h36) - Dates de sortie : - Allemagne : 22 avril 2010 - Autriche : 23 avril 2010 - Suisse : 3 juin 2010 (région germanophone) - France : 2 octobre 2010 (Festival du cinéma allemand) |

## Distribution
- Florian David Fitz : Vincent
- Karoline Herfurth : Marie
- Johannes Allmayer : Alexandre
- Heino Ferch : Le père de Vincent
- Katharina Müller-Elmau : Dr Rose

## Bande originale
| N°  | Titre                       | Interprète                |
| --- | --------------------------- | ------------------------- |
| 1.  | Hey, Soul Sister            | Train                     |
| 2.  | Dancing In The Streetlights | Clooney                   |
| 3.  | Citylights                  | Dania König               |
| 4.  | If This Is It               | Newton Faulkner           |
| 5.  | Point Of View               | Cargo City                |
| 6.  | Breakeven                   | The Script                |
| 7.  | Spinner                     | Revolverheld              |
| 8.  | Walk On My Own              | Cargo City                |
| 9.  | Autopilot                   | Amanda Jenssen            |
| 10. | Keinen Zentimeter           | Clueso                    |
| 11. | Belly Up                    | Maria Mena                |
| 12. | Hiding Under Blankets       | Cargo City                |
| 13. | Rette Mich Später           | 2raumwohnung              |
| 14. | Mouthful Of Wasps           | Kashmir[incompréhensible] |
| 15. | Back Up                     | Cargo City                |

## Récompenses
- Bambi 2010 dans la catégorie acteur national pour Florian David Fitz
- Bayerischer Filmpreis 2010 dans la catégorie prix du public et scénario
- Deutscher Filmpreis dans les catégories meilleur film et meilleur acteur (Florian David Fitz). Nominations : meilleur acteur dans un second rôle – Heino Ferch, meilleure actrice dans un second rôle – Katharina Müller-Elmau, meilleur scénario[2]
- Jupiter 2011 dans la catégorie meilleur film allemand

## Remake
Un remake américain, The Road Within, est sorti le 18 juin 2014 aux États-Unis, avec Robert Sheehan, Zoë Kravitz et Dev Patel dans les rôles principaux.